# Chloromelas virgata
Chloromelas virgata är en tvåvingeart som beskrevs av Lindner 1969. Chloromelas virgata ingår i släktet Chloromelas och familjen vapenflugor. Inga underarter finns listade i Catalogue of Life.